# Stena Vision (Schiff, 1987)
Die Stena Vision (vormals Stena Germanica) ist ein RoPax-Fährschiff der schwedischen Reederei Stena Line, das im Fährverkehr in der Keltischen See zwischen Irland und Frankreich eingesetzt wird.

## Geschichte

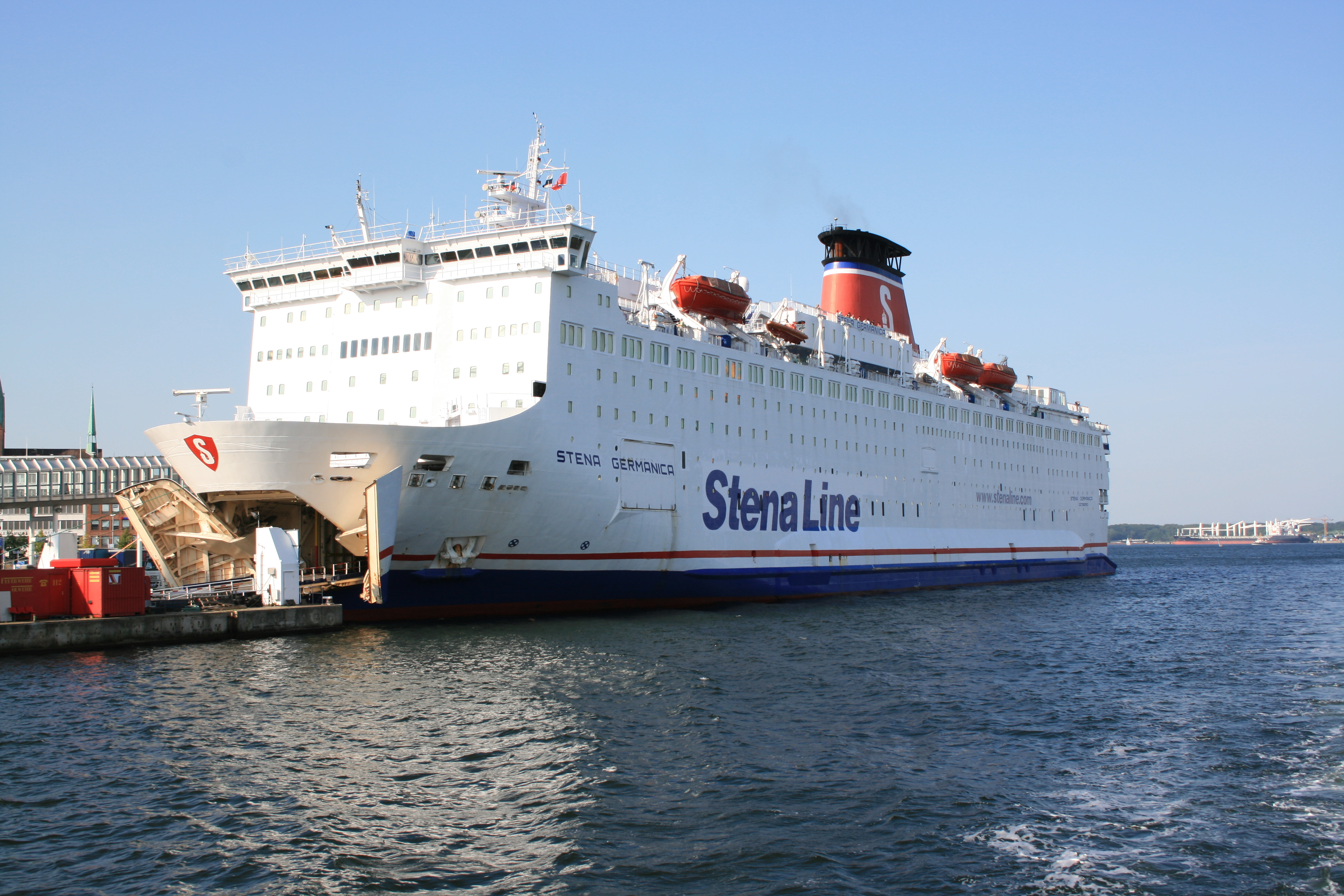
Als Stena Germanica in Kiel (2009)

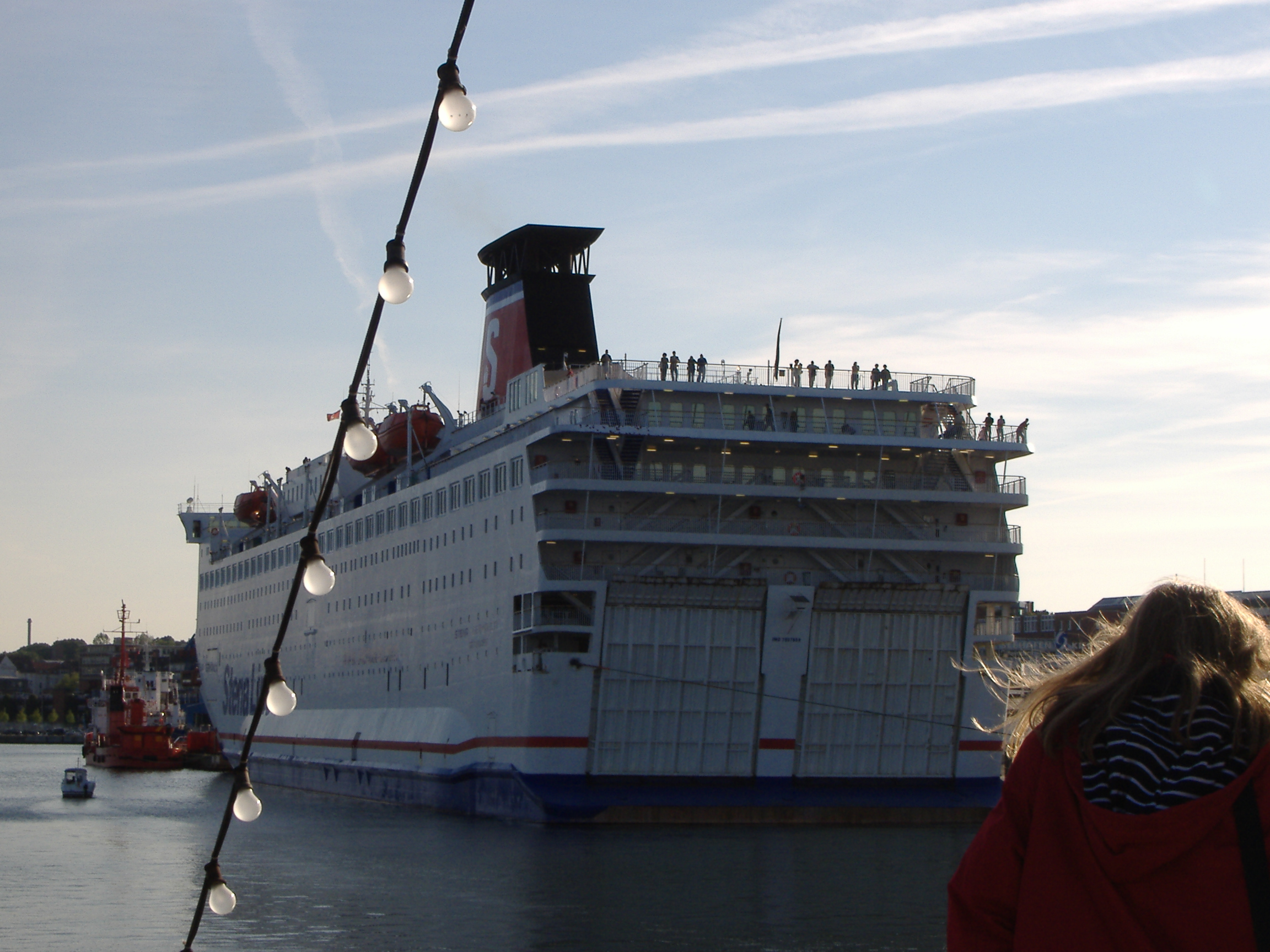
Heckansicht in Kiel (2006)

Die Stena Vision wurde 1979 bei der Werft in Gdynia (Polen) bestellt und 1981 auf Kiel gelegt, ursprünglich als Stena Scandinavica. Am 22. August 1981 fand der Stapellauf statt. 1982 wurde das Schiff in Scandinavica umbenannt.  Durch Verzögerungen beim Bau wurde sie erst Ende 1986 fertiggestellt, im November 1986 in Stena Germanica umbenannt und befuhr ab dem 7. April 1987, später gemeinsam mit ihrem Schwesterschiff Stena Scandinavica (heute Stena Spirit), beinahe ununterbrochen täglich die 441 Kilometer lange Übernacht-Route zwischen Kiel und Göteborg.
Im Februar und März 1999 wurden im Rahmen eines Werftaufenthaltes 80 Passagierkabinen zugunsten eines größeren Fahrzeugdecks zurückgebaut. 2007 wurde sie einer Renovierung unterzogen.
Um die Kapazität der stark ausgelastete Route zwischen Kiel und Göteborg zu erweitern, beschloss die Reederei, die beiden inzwischen über 20 Jahre alten Schiffe durch größere und neuere zu ersetzen. Am 1. September 2010 wurde daraufhin die Stena Germanica durch die vorherige Stena Hollandica abgelöst. Ihr Schwesterschiff Stena Scandinavica wurde zum 20. April 2011 durch die vorherige Stena Britannica abgelöst.
Da die Namen Stena Germanica und Stena Scandinavica traditionell Schiffen auf der Route Kiel–Göteborg vorbehalten sind, wurde sie während eines anschließenden Werftaufenthaltes im Herbst 2010 in Stena Vision umgetauft. Zu dieser Gelegenheit wurde sie auch teilweise neu lackiert, eine Panoramascheibe wurde in einer der Frontkabinen an Backbord integriert, die beiden Fahrzeugrampen wurden für die neuen Anleger angepasst, sowie eine dritte Fahrzeugrampe im Heck integriert.
Ab  dem 4. November 2010 befuhr die Stena Vision die Route zwischen Gdynia (Polen) und Karlskrona (Schweden). Ihr Schwesterschiff, die Stena Spirit, folgte im Sommer 2011.
Seit Sommer 2023 wird das Schiff zwischen Rosslare in Irland und Cherbourg in Frankreich eingesetzt. Zum 27. Oktober 2024 wurde das Schiff vorübergehend von der Route Rosslare–Cherbourg abgezogen und durch die Stena Horizon ersetzt. Stena Line hat angekündigt, die Fährverbindung Ende September 2025 einzustellen.

## Schiffsdaten
Die Stena Vision ist 176 Meter lang, 43,5 m hoch und 30 m breit und hat einen Tiefgang von 6,7 Metern. Die zwölf Decks (davon vier Autodecks) umfassende Fähre nimmt bis zu 1.700 Passagiere sowie 600 Pkw oder 80 Lkw auf. Die Besatzungsstärke liegt bei circa 130 Personen.
Die Vermessung des Schiffes beträgt 39.169 BRZ, die Geschwindigkeit liegt bei 22 Knoten, die Stoppstrecke bei 600 Metern. Als Hauptmotoren dienen vier Diesel mit 16 Zylindern und 40.000 PS. Ferner sind fünf achtzylindrige Hilfsdiesel zur Energieversorgung an Bord eingebaut. Des Weiteren verfügt sie über zwei Bugstrahlruder zu je 1.500 PS, bzw. 1500 PS und zwei Stabilisatoren. Der Treibstoffverbrauch auf der Strecke Kiel–Göteborg lag zwischen 28 und 40 Tonnen.

## Schwesterschiffe
Ursprünglich bestellte die Stena Line vier Schiffe: Die Stena Germanica (Baunummer 494/1), die Stena Scandinavica (494/2), die Stena Polonica (494/3) und die Stena Baltica (494/4). Aufgrund von Lieferverzögerungen durch die Werft beim Bau der ersten beiden Schiffe wurden die letzten beiden Schiffe während der Bauphase wieder abbestellt und ihr weitestgehend fertiggestellter Rumpf wurde verkauft. Das als Stena Polonica vorgesehene Schiff wurde in Griechenland fertiggestellt und fährt heute als El. Venizelos bei der griechischen Reederei ANEK Lines. Das als Stena Baltica vorgesehene Schiff wurde 1989 nach Griechenland verbracht und dort in Regent Sky umbenannt. Der vorgesehene Umbau zum Kreuzfahrtschiff wurde aus finanziellen Gründen abgebrochen. Der Rumpf lag bis Juli 2011 in Piräus und wurde danach nach Aliağa zur Verschrottung geschleppt.